# Василевський Степан Іванович
Степа́н Василе́вський (нар. 1900, с. Хорощинка, Більського повіту, Холмської губернії, тепер Республіка Польща — 14 листопада 1937, Київ) — український мовознавець.
Жертва сталінських репресій.

## Життєпис
Закінчив Київський педінститут (1931). Керівник словникового відділу Інституту мовознавства АН УРСР (від 1932 року). Автор статей у «Мовознавстві». Співавтор русифікаційного «Російсько-українського словника» (1937), термінологічних бюлетенів.
Був активним у період боротьби з «націоналізмом».
1937 року був заарештований та страчений. Реабілітований 1957 року.

## Праці
- «Добити ворога» // Мовознавство. — № 1. 1934. — С. 23—36
- «Спотворена історія мовознавства». (Про книжку Г. Данилова «Краткий очерк истории науки о языке») // Там само. № 1. — 1934. — С. 69—89 (співавтор Л. К. Рак)
- «„Ваграмова ніч“ з мовного погляду» // Там само. — № 6. — 1935. — С. 93—121
- «Досягнення російської лексикографії» // Там само. — № 10. — 1936. — С. 81—95 (співавтор Є. М. Рудницький)
- «Російсько-український словник». Близько 45 тис. слів. Київ: Видавництво Академії наук УРСР. 1937. 890 стор. (співукладач разом з Євгеном Рудницьким; співредактор разом з Павлом Мустяцем).

Уклав збірку «Скрипник про мову» (не надрукована).